# Kennington (Oxfordshire)
Kennington – wieś w Anglii, w hrabstwie Oxfordshire, w dystrykcie Vale of White Horse. Leży 4 km na południe od Oksfordu i 82 km na zachód od Londynu. W 2001 miejscowość liczyła 3881 mieszkańców.